# Džon Bostik
Džonatan Bostik, II (5. maj 1991) igrač je američkog fudbala, koji igra na poziciji lajnbejkera. Trenutno igra za Nju Ingland patriotse u Nacionalnoj fudbalskoj ligi (NFL). Studirao je na Florida univerzitetu. Draftovan je od strane Čikago bersa u drugoj rundi drafta 2013. godine.

## Detinjstvo
Bostik je rodjen u Atlanti, u saveznoj državi Džoržija. Njegov otac Džon takođe je bio igrać američkog fudbala, koji je igrao za Detroit od 1985. do 1987. godine. Kada se njegov otac penzionisao, porodica se preselila na Floridu, gde je Džon išao u srednju školu u Velingtonu i igrao za školski tim. Ima mlađeg brata i sestru.

## Karijera na koledžu
Nakon završene srednje škole studirao je na Univerzitetu u Florida. U svojoj koledž karijeri bio je starter na 32 od 51 utakmice, gde su ga trenirali Urban Mejer i Vil Mušens od 2009. do 2012. godine. Za to vreme u proseku 7,5 puta je obarao protivničkog kvoterbeka, ostvario 237 odbrana i 5 puta presecao loptu protivnika.

## NFL Karijera

### NFL draft 2013.
U drugoj rundi drafta 2013, Bostik je izabran od strane Čikago bersa kao 50. pik. 9. maja Bostik je potpisao četvorogodišnji ugovor.

### Čikago
U drugoj utakmici predsezone protiv San Dijego karagersam Bostik je kažnjen sa 21000 dolara zbog udaranja protivničkog igrača kacigom. Sudije to na utakmici nisu primetile, međutim naknadnim gledanjem snimka liga je reagovala i izrekla kaznu.

### Nju Ingland patriots
28. septembra 2015. Čikago bersi su trejdovali Bostika u Nju Ingland Patriots za pika u šestoj rundi drafta.